# شهرک بنت‌الهدی
شهرک بنت‌الهدی، روستایی از توابع بخش آبژدان شهرستان اندیکا در استان خوزستان ایران است.

## جمعیت
این روستا در دهستان کوشک قرار دارد و براساس سرشماری مرکز آمار ایران در سال ۱۳۸۵، جمعیت آن ۲۳۰ نفر (۵۵خانوار) بوده‌است.